# Cucullia platinea
Cucullia platinea är en fjärilsart som beskrevs av Ronkay 1987. Cucullia platinea ingår i släktet Cucullia och familjen nattflyn. Inga underarter finns listade i Catalogue of Life.